# Bella Abzug
Bella Savitsky Abzug, née le 24 juillet 1920 à New York et morte le 31 mars 1998 au même endroit, est une femme politique et féministe américaine.
Elle est connue pour avoir fondé avec Gloria Steinem, Shirley Chisholm et Betty Friedan le National Women's Political Caucus (en) en 1972, pour avoir co-présidé la Commission nationale sur l’observance de la première Année internationale des femmes en 1975, commission créée par le président Gerald Ford. Elle est aussi la fondatrice du mouvement Women Strike for Peace. Elle est élue à la Chambre des représentante des États-Unis pour le 20e district de New York. Plus tard, elle préside la 1977 National Women's Conference (en) (Conférence nationale américaine des femmes de 1977) et dirige la Commission consultative nationale pour les femmes sous la présidence de Jimmy Carter. Elle est l'une des figures majeures du mouvement dit de la deuxième vague féministe aux États-Unis.

## Biographie

### Jeunesse et formation

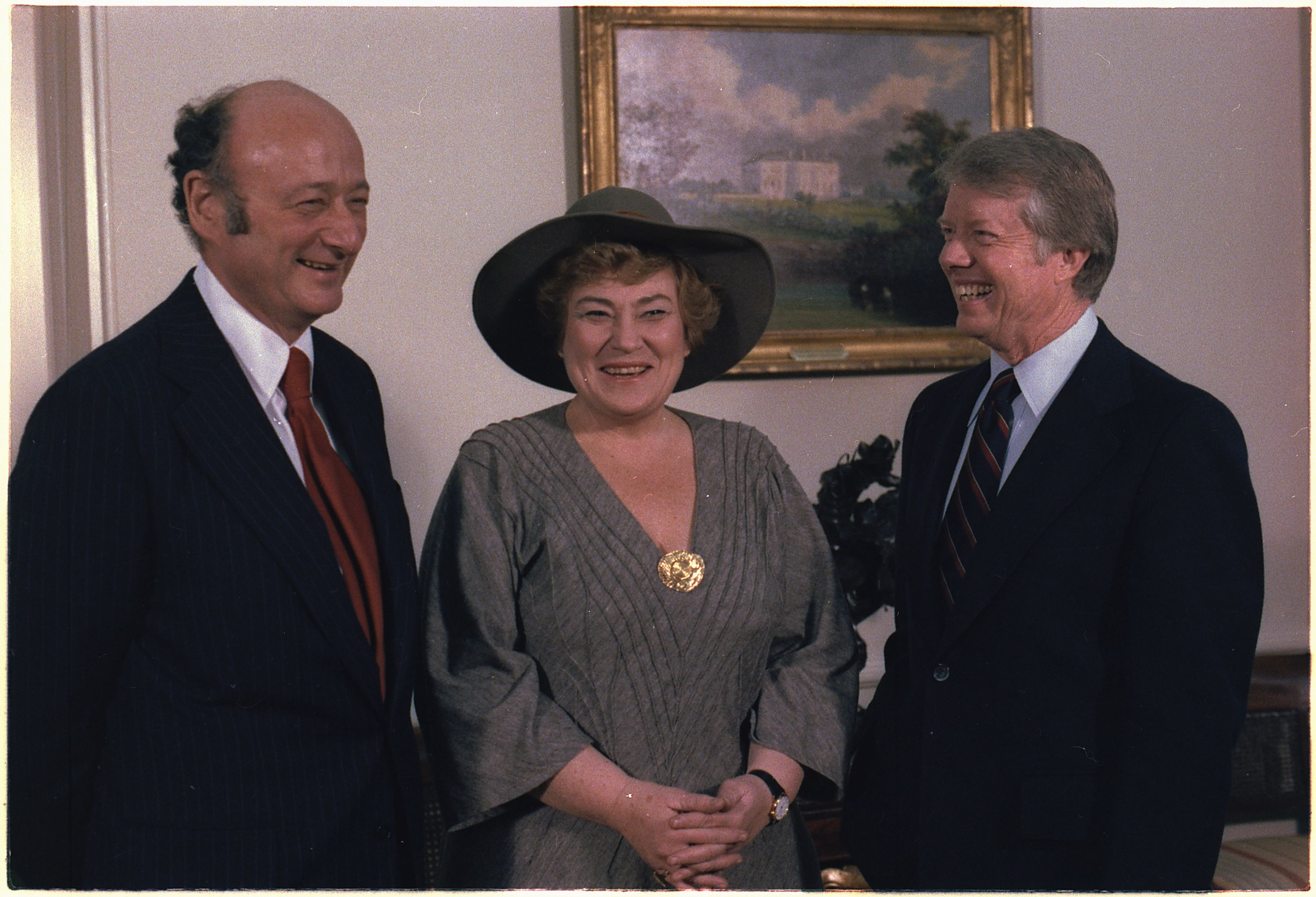
Bella Abzug avec le maire de New York Ed Koch (à gauche) et le président Jimmy Carter en 1978.

Bella Abzug est la seconde fille d'Emanuel Stavisky et d'Esther Tanklefsky, des Russes de confession juive qui ont émigré vers les États-Unis. Sa mère, Esther, est femme au foyer et son père, Emanuel, propriétaire d'un magasin d'alimentation qu'il a nommé « Live and Let Live Meat Market », dans le Bronx,,.
À treize ans, son père meurt. Selon la tradition juive, elle n'était pas autorisée à prononcer le kaddish pour son père dans la synagogue, mais cela ne l'a pas empêchée de le faire. Elle a dit qu'elle devait le faire pour son père parce qu'il n'avait pas de fils qui aurait pu le faire pour lui.
Après avoir achevé ses études secondaires à la Walton High School (en) de New York, elle est admise au Hunter College établissement rattaché à l'université de la ville de New York (CUNY), où elle obtient en 1942 le Bachelor of Arts (licence), elle poursuit ses études universitaires à la faculté de droit de l'université Columbia ou elle obtient le Bachelor of Laws en 1947, qui lui permet de s'inscrire au barreau de New York. Elle va ensuite au Jewish Theological Seminary of America pour faire un cycle postgrade.

### Carrière
En 1970, lors de sa campagne électorale, son slogan est : « La place de cette femme est à la Maison (House), à la Chambre des représentants (House of Representatives) ». Elle l'emporte et siège à la Chambre comme représentante du 19e district de la ville de New York jusqu'en 1977,.
Elle est surnommée « Battling Bella » (« Bella la Combattante »), « Mother Courage » (« Mère Courage ») ou encore « Hurricane Bella » (« L'ouragan Bella »).

### Vie privée
Elle se marie et est mère de deux filles : Eve Gail et Isobel Jo.
Elle meurt le 31 mars 1998 des suites d'une opération au cœur à l'hôpital presbytérien de New York,.
Après ses funérailles, Bella Abzug est inhumée au cimetière juif du Mount Carmel Cemetery (Queens) (en).

## Œuvres

### Essais
- Bella S. Abzug, Bella! : Ms. Abzug Goes to Washington, New York, Saturday Review Press, 28 janvier 1972, 328 p. (ISBN 9780841501546, lire en ligne),
- Bella S. Abzug, Gender Gap : Bella Abzug's Guide to Political Power for American Women, Boston, Massachusetts, Houghton Mifflin Harcourt, 23 août 1984, 280 p. (ISBN 9780395354841, lire en ligne),
- Bella S. Abzug, Women: Looking Beyond 2000, New York, United Nations, 28 août 1996, 133 p. (ISBN 9789211005929),

### Articles
- Bella S. Abzug et Cynthia Edgar, « Women and Politics: The Struggle for Representation », The Massachusetts Review, vol. 13, nos 1/2,‎ printemps 1972, p. 17-24 (8 pages) (lire en ligne ),
- Bella S. Abzug & Nicole Hollander, « The Spokeswoman », The Spokeswoman, Volume 7, Issue 2,‎ 15 août 1976, p. 20 pages (ISSN 0038-7738, lire en ligne ),
- Bella S. Abzug et Carmen Delgado Votaw, « The Growlery : The Women and the President », Challenge, vol. 22, no 1,‎ mars / avril 1979, p. 56-58 (3 pages) (lire en ligne ),
- Bella Abzug et Charlotte A. Price, « Women's Caucus Succeeds at PrepCom 4 », Earth Island Journal, vol. 7,‎ juin 1992, p. 7 (1 page) (lire en ligne ),
- Bella S. Abzug, « A Global Movement for Democracy: Plenary Statement, 12 September 1995 », Women's Studies Quarterly, vol. 24, nos 1/2,‎ été 1996, p. 117-122 (6 pages) (lire en ligne ),

## Archives
Les archives de Bella S. Abzug sont disponibles et consultables auprès de la Rare Book & Manuscript Library (en) de l'université Columbia de New York.

## Hommage
En 1994, a lieu la cérémonie de son admission au National Women's Hall of Fame, musée consacré aux Américaines illustres.

## Dans la culture populaire
Elle apparaît dans la vidéo de WLIW A Laugh, A Tear, A Mitzvah, dans Manhattan de Woody Allen (jouant son propre rôle), dans un épisode de 1977 de Saturday Night Live et dans le documentaire New York: A Documentary Film.
En 2004, dans l'épisode Tous les goûts sont permis de la saison 16 de la série Les Simpson, Milhouse et Bart feuillettent une revue dans laquelle Bella Abzug apparaît.
Elle est l'un des personnages principaux de la mini-série Mrs. America (2020) de la chaîne FX, traitant des combats féministes aux États-Unis dans les années 1970. Elle est interprétée par Margo Martindale.

## Pour approfondir

#### Notices au sein d'encyclopédies et ouvrages de référence
- (en-US) Essie E. Lee, Women in Congress, New York, Julian Messner, 1er janvier 1979, 228 p. (ISBN 9780671328962, lire en ligne), p. 10-23,
- (en-US) Bryna J. Fireside, Is There a Woman in the House-- Or Senate?, Morton Grove, Illinois, Albert Whitman & Company, 1er mai 1993, 144 p. (ISBN 9780807536629, lire en ligne), p. 54-65,
- (en-US) Suzanne Michele Bourgoin (dir.), Encyclopedia of World Biography, vol. 1 : A-Barbosa, Farmington Hills, Michigan, Gale Research, 2 décembre 1997, 504 p. (ISBN 9780787625412, lire en ligne), p. 34-35,
- (en-US) Anne Commire & Deborah Klezmer (dir.), Women in World History, 1: Aak - Azz, Waterford, Connecticut, Yorkin Publications, 8 octobre 1999, 666 p. (ISBN 9780787637361, lire en ligne), p. 25-29,
- (en-US) Lesley James, Women In Government : Politicians, Lawmakers, Law Enforcers, Austin, Texas, Raintree Steck-Vaughn, 1er janvier 2000, 84 p. (ISBN 9780817257309, lire en ligne), p. 8,
- (en-US) Donna Langston, A to Z of American Women Leaders and Activists, New York, Facts on File, 30 juin 2002, 291 p. (ISBN 9780816044689, lire en ligne), p. 1-2,
- (en-US) Laura B. Tyle, Julie Carnagie & Elizabeth Shaw Grunow (dir.), UXL Encyclopedia of World Biography, vol. 1: A-Ba, Detroit, Michigan, U·X·L, 15 novembre 2002, 271 p. (ISBN 9780787664657, lire en ligne), p. 7-9,
- (en-US) Kenneth T. Jackson (dir.), The Scribner Encyclopedia of American Lives : The 1960's, vol. 1: A-L, New York, Charles Scribner's Sons, 4 décembre 2002, 637 p. (ISBN 9780684806662, lire en ligne), p. 5-6,
- (en-US) Richard L. Wilson, American Political Leaders, New York, Facts on File Inc., 31 décembre 2002, 447 p. (ISBN 9780816045365, lire en ligne), p. 1-2,
- (en-US) Madeleine Kunin, Pearls, Politics, and Power : How Women Can Win and Lead, White River Junction, Vermont, Chelsea Green Publishing Company, 15 avril 2008, 233 p. (ISBN 9781933392929, lire en ligne), p. 41-58,

#### Essais
- (en-US) Doris Faber, Bella Abzug, New York, Lothrop, Lee and Shepard Books, 1er janvier 1976, 183 p. (ISBN 9780688417765, lire en ligne),
- (en-US) Suzanne Braun Levine & Mary Thom, Bella Abzug, New York, Farrar, Straus and Giroux, 27 novembre 2007, 368 p. (ISBN 9780374531492, lire en ligne),

#### Articles
- (en-US) Marjorie M. Kaiser, Sara Ball et Howard Ball, « EJ Workshop: Pooh Bear and Bella Abzug Were Hanging Wallpaper: Game and Group Writing of Short Stories. Video Games », The English Journal, vol. 68, no 5,‎ mai 1979, p. 64-66 (3 pages) (lire en ligne ),
- (en-US) « Bella Abzug dies », Off Our Backs, vol. 28, no 5,‎ mai 1998, p. 4 (1 page) (lire en ligne ),
- (en-US) Kathy Rodgers, « Bella Abzug: A Leader of Vision and Voice », Columbia Law Review, vol. 98, no 5,‎ juin 1998, p. 1145-1147 (4 pages) (lire en ligne ),
- (en-US) Florence Howe, « A Tribute to Two International Feminist Leaders: Bella Abzug and Alice H. Cook », Women's Studies Quarterly, vol. 26, nos 3/4,‎ hiver 1998, p. 271-278 (8 pages) (lire en ligne ),
- (en-US) Leandra Zarnow, « Braving Jim Crow to Save Willie McGee: Bella Abzug, the Legal Left, and Civil Rights Innovation, 1948-1951 », Law & Social Inquiry, vol. 33, no 4,‎ 2008, p. 1003-1041 (39 pages) (lire en ligne ),
- (en-US) Audrey Elisa Kerr, « MERCY, MERCY ME: Urban Catholic Education, Womens Activism, and the Experiences of Audre Lorde and Bella Abzug in Harlem », CrossCurrents, vol. 66, no 3,‎ septembre 2016, p. 371-379 (9 pages) (lire en ligne ),
- (en-US) Livia Gershon, « Bella Abzug Began Her Career as an Anti-Racist Lawyer », Jstor Daily,‎ 24 juillet 2020 (lire en ligne)